# Ричмонд (Минесота)
Ричмонд (енгл. Richmond) град је у америчкој савезној држави Минесота.

## Демографија
По попису из 2010. године број становника је 1.422, што је 209 (17,2%) становника више него 2000. године.
| Група             | 2000.         | 2010.         |
| Белци             | 1.204 (99,3%) | 1.381 (97,1%) |
| Афроамериканци    | 1 (0,1%)      | 2 (0,1%)      |
| Азијати           | 1 (0,1%)      | 8 (0,6%)      |
| Хиспаноамериканци | 4 (0,3%)      | 25 (1,8%)     |
| Укупно            | 1.213         | 1.422         |